# Laura Bonaparte
Laura Bonaparte   (Concordia, 1925 - Buenos Aires, 30 de juny de 2013) va ser una psicòloga i una activista argentina dels moviments de drets humans. Va sofrir la desaparició de tres fills, dos gendres i una nora, i el pare dels seus fills, i va ser una de les precursores de la campanya internacional perquè es declarés delicte de lesa humanitat la desaparició forçada de persones. Fou integrant de Mares de Plaza de Mayo.

## Biografia
El pare de Laura, Guillermo Bonaparte, havia estat un jutge socialista que treballava i vivia amb la seva família a Concordia, quan ella va néixer. Va arribar a ser president de la Suprema Cort d'Entre Ríos i hi va renunciar quan la província va ser intervinguda després del cop del 43 del General Ramírez.
Al poc temps, la seva família es va mudar a Paraná. Anys després Laura Bonaparte va conèixer Santiago Bruschtein, amb qui va contreure matrimoni a l'edat de 22 anys. Va anar a viure a Buenos Aires, on va militar en el Centre d'Empleats de Comerç, sent elegida Secretària d'Actes. El seu primer fill, Guillermo, va morir per un virus als cinc mesos d'edat. Després van néixer els seus fills Luis, Aída, Víctor i Irene. El 1968 va participar en la creació de les Forces Armades Peronistes, la primera organització guerrillera peronista. Poc després se'n va desvincular i no va tornar a formar part de cap altra experiència guerrillera. Era  psicòloga, i va canalitzar la seva militància social i política en els anys 70 a través del seu treball de més de 10 anys en l'àrea de salut mental de l'Hospital de Lanús, on va desenvolupar accions en assentaments i barris precaris, amb membres del Moviment de Sacerdots per al Tercer Món, sacerdots catòlics que havien passat directament a la militància política el 1969, quan, després de la Segona Trobada del Moviment, a Colònia Caroya, van emetre un document que secundava decididament els moviments revolucionaris armats de tall socialista a través del peronisme. El document declarava el «rebuig al sistema capitalista vigent i tot tipus d'imperialisme econòmic, polític i cultural, per a anar a la recerca d'un socialisme llatinoamericà que promogui l'adveniment de l'Home Nou; socialisme que no implica forçosament programes de realització imposats per partits socialistes, d'aquí o altres parts del món, però que sí que inclou necessàriament la socialització dels mitjans de producció, del poder polític, econòmic i de la cultura».
Els que sí que es van incorporar a organitzacions guerrilleres van ser tots els seus fills, sense excepció: Luis ho va fer a Montoneros mentre que Aída, Víctor i Irene, així com les seves respectives parelles, ho van fer en l'Exèrcit Revolucionari del Poble (ERP). El 24 de desembre de 1975, Aída va ser una dels 70 guerrillers de l'ERP que, comandats per cotxes. Repel·lit aquest atac, Aída, al costat de la majoria dels guerrillers supervivents de la companyia d'atac, va aconseguir retirar-se i va entrar a la vila contigua a la caserna. En aquest lloc va ser capturada i morta l'endemà. La seva parella, Adrián Saidon, va ser assassinat a trets el 24 de març de 1976, el mateix dia del cop d'estat, als voltants de casa seva.
Ja en aquest moment un altre dels seus fills, Luis Bruschtein, s'havia autoexiliat a Veneçuela, i els dos restants, Víctor i Irene, estaven en la clandestinitat i amb ordre de captura després d'haver-se descobert una impremta de l'ERP operada per ells. Poc després del cop va haver-hi un atemptat amb bomba a la planta baixa de l'edifici on vivia Laura Bonaparte, la qual cosa la va portar a prendre la decisió, a l'abril de 1976, de traslladar-se a Mèxic, país en el qual viuria fins al 1985. El seu marit va quedar vivint a l'Argentina i va ser desaparegut. També van ser desapareguts, ja el 1977, els altres dos fills i les seves respectives parelles.
Durant el seu exili, Laura Bonaparte va ser observadora d'Amnistia Internacional en el marc dels conflictes a El Salvador i Guatemala i va viatjar al Líban en solidaritat amb les víctimes de la invasió de l'exèrcit israelià. Al maig de 1979 es va encadenar a les portes de l'ambaixada argentina a Mèxic per a protestar contra la dictadura militar i va iniciar una vaga de fam al costat de Rosario Ibarra de Piedra i el comitè Eureka, pels desapareguts polítics en aquest país.
En 1983 va viatjar a l'Argentina per a participar de l'obertura de les fosses comunes de NN (cossos sense identificar) en el cementiri d'Avellaneda, on estava enterrada la seva filla Aída i altres desapareguts. El 1985, ja definitivament a l'Argentina, es va integrar al Moviment Solidari de Salut Mental i el 1986 a Mares de Plaza de Mayo Línia Fundadora.

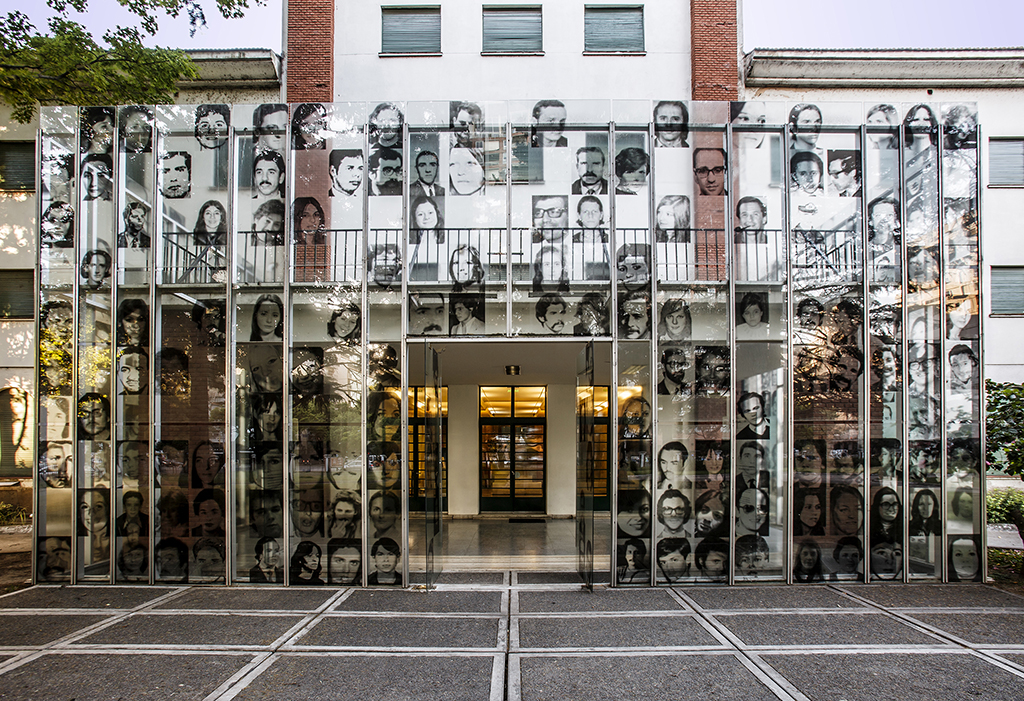
Museu Sitio de Memoria a l'ESMA, l'antic Centre Clandestí de Detenció, Tortura i Extermini

Va viatjar a Bòsnia per a reunir-se amb les Dones de Negre, víctimes de la violència ètnica. Va defensar membres del col·lectiu LGBT a l'Argentina a mitjan anys noranta i el 1995 va cedir part de casa seva per a facilitar les primeres reunions de l'organització (H.I.J.O.S.).
Laura Bonaparte va ser la iniciadora d'un recurs judicial per impedir que es privatitzés el predi de l'ESMA, l'Escola de Mecànica de la Armada que havia estat ventre clandestí de detenció, i va ser la primera Mare de Plaza de Mayo que va entrar en aquest lloc, tot i que encara hi havia l'Armada.

## Família Bruschtein Bonaparte
En el transcurs de dos anys sis membres de la seva família van resultar morts o desapareguts.
- Aída Leonora Bruschtein, "Noni" (21 de maig de 1951, Buenos Aires, detinguda desapareguda el 24 de desembre de 1975, Monte Chingolo), mestra alfabetizadora i estudiant universitària.[16] Militant del Partit Revolucionari dels Treballadors - Exèrcit Revolucionari del Poble (PRT-ERP). Va ser morta en el marc de la repressió a l'intent de presa del regiment de Muntanya Chingolo.[18] Les seves restes van ser exhumades en el Cementiri de Avellaneda, i identificats per l'Equip Argentí d'Antropologia Forense (EAAF) el 2014.[10][16]

- Adrián Saidon (27 de juny de 1952, Buenos Aires), parella d'Aída.[3] Assassinat el 24 de març de 1976 als voltants de casa seva.[14] El seu fill, Hugo Saidon Bruschtein, va ser criat primer per la seva tia Irene i Mario Ginzberg, i després a Mèxic per la seva àvia Laura.[8][19]Mares de Plaza de Mayo Línia Fundadora en una marxa pels Drets Humans (octubre de 2006).

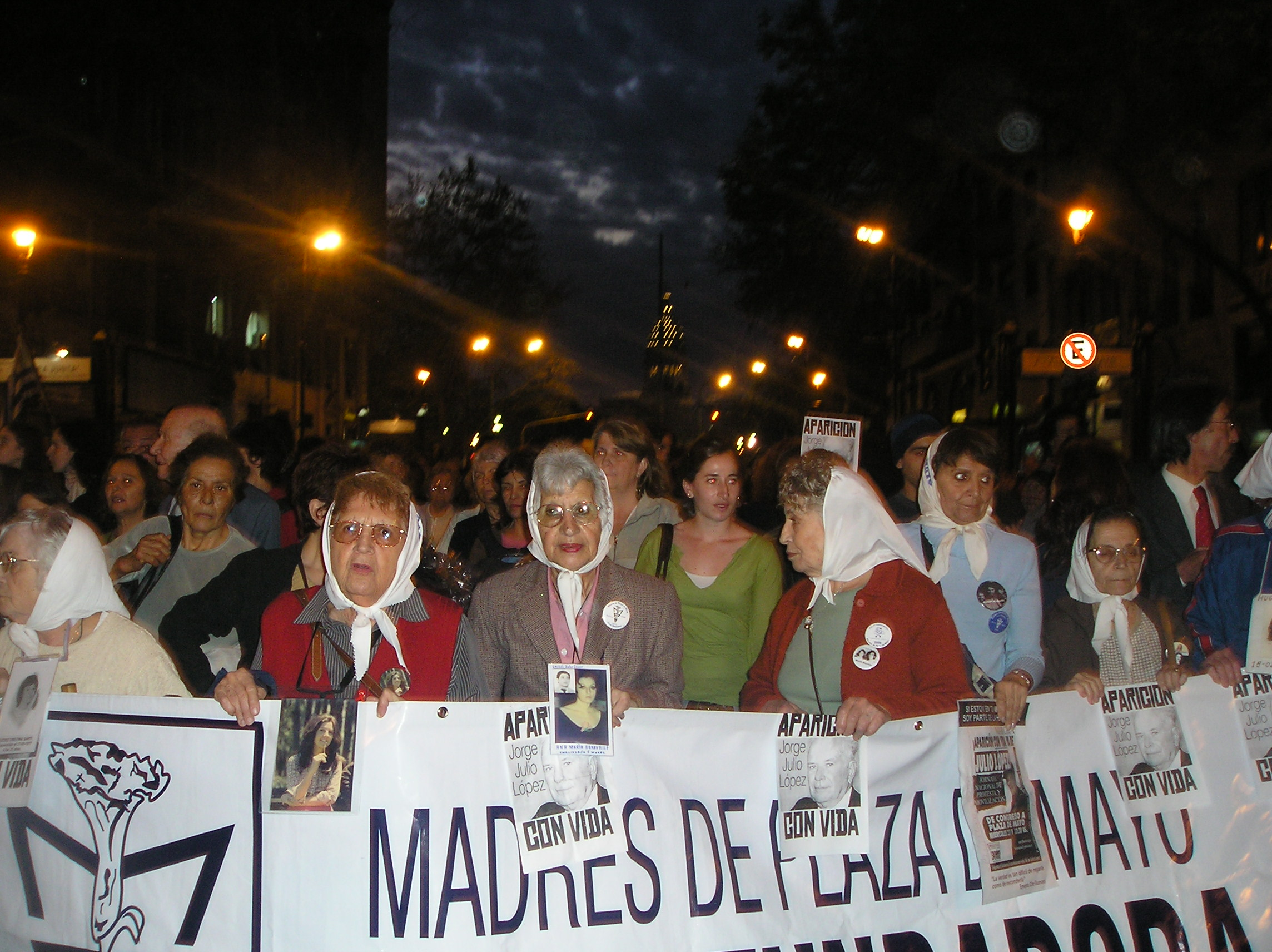
Mares de Plaza de Mayo Línia Fundadora en una marxa pels Drets Humans (octubre de 2006).

- Santiago Isaac Bruschtein, (25 de desembre de 1916, Coronel Suárez, detingut i desaparegut l'11 de juny de 1976, San Nicolás de los Arroyos, Buenos Aires).[18] Bioquímic del Laboratori situat a 25 de Maig, 139, de Morón; propietari de la Farmàcia La Moderna, a Morón.[20] Anys després, van aparèixer en un arxiu policial les fotos d'un grup de cadàvers cremats en un predi del Club SMATA de Cañuelas, entre les quals es reconeix part del seu rostre.[16] Fins avui, roman desaparegut.[8]

- Irene Mónica Bruschtein de Ginzberg, "Lilia" (21 d'agost de 1955, Morón, detinguda desapareguda l'11 de maig de 1977, Buenos Aires). Va estudiar a l'Escola de Ceràmica N.º 1. Militant del Partit Revolucionari dels Treballadors - Exèrcit Revolucionari del Poble (PRT-ERP).[11] Va ser segrestada al costat del seu marit. Les seves restes no van ser recuperades.

- Mario Ginzberg, "Pata" (12 d'agost de 1952, detingut desaparegut l'11 de maig de 1977, a Buenos Aires). Mestre d'obres i estudiant d'arquitectura. Militant del Partit Revolucionari dels Treballadors.[12][21] Tots dos van ser segrestats en presència dels seus fills petits.[3] Les seves restes no van ser recuperades.

- Víctor Rafael Bruschtein, "Julio" (27 de desembre de 1952, detingut desaparegut el 19 de maig de 1977, a Morón).[18] Militant del Partit Revolucionari dels Treballadors - Exèrcit Revolucionari del Poble (PRT-ERP).[9] Va ser segrestat al costat de la seva companya, Jacinta Levi.[22]

## Homenatges

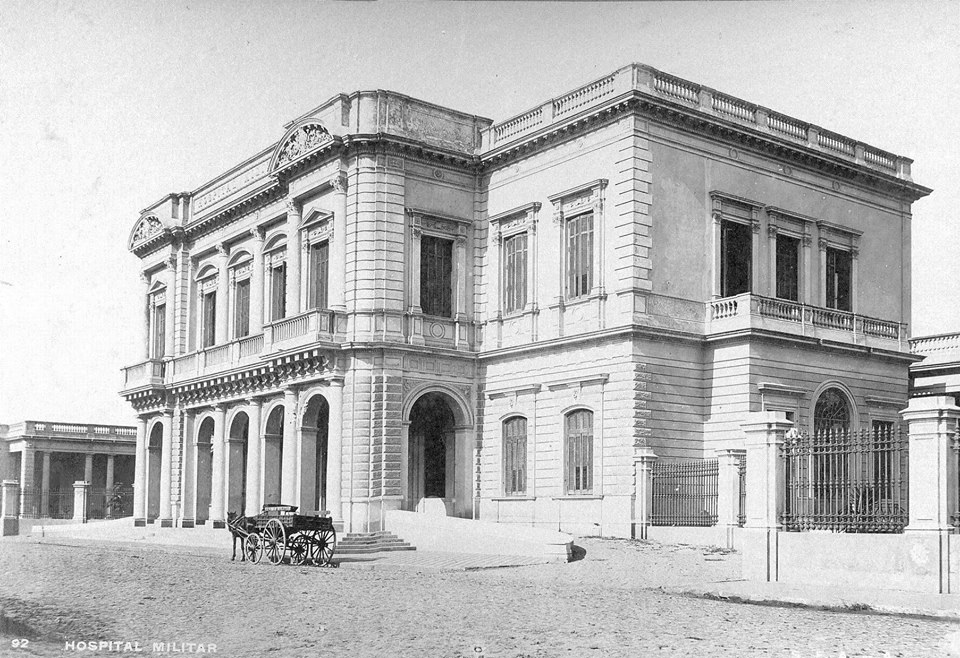
L'Hospital Laura Bonaparte, de Buenos Aires

A l'agost de 2010, la periodista francesa Claude Mary va publicar el llibre Laura Bonaparte. Una madre de Plaza de Mayo de Mayo contra el olvido.
El 2015 es va estrenar el documental «Tiempo suspendido», amb guió i direcció de Natalia Bruschtein.
A partir de mitjans de 2016, l'ex CeNaReSo (Centre Nacional de Reeducació Social), institució dedicada a la salut mental i les addiccions va passar a dir-se Hospital Nacional en Red Especializado en Salud Mental y Adicciones Licenciada Laura Bonaparte. A l'octubre de 2024 el govern de Milei va intentar clausurar-lo, però els professionals sanitaris i els pacients de salut mental de l'hospital van aconseguir, amb la seva lluita, fer enrere el tancament anunciat.